# WTF! Con la música a otra parte
WTF! Con la música a otra parte es una serie de televisión por internet musical dramática juvenil argentina original de Flow. La ficción cuenta la historia de un grupo de jóvenes que participan de un importante reality show de televisión, donde competirán para ser la nueva estrella de la escena musical local, pero deberán enfrentarse con los egos de los demás participantes, los intereses de la producción y los problemas personales externos. Está protagonizada por Jimena "Crash" Gioffre, Majo Chicar, Alexis Pey, Mili Viado, Luciano Yael, Lady Ant, Sebastián Blanco Leis, Luisa Drozdek, Paula Brasca, Mercedes Lambre, Mili Gesualdo, Juanba Herrera, Melu Pando, Juan Franco "Bony" Lentini y Nicolás Domini. La serie se estrenó el 25 de noviembre de 2021.
El 27 de enero de 2022, Flow estrenó la segunda temporada de 8 episodios de la serie.

## Sinopsis
Un grupo de jóvenes artistas participan de un casting para quedar en el programa de talentos Viva el show, el cual puede lanzarlos a la fama como cantantes y brindarles la oportunidad de tocar en el Festival de San Bernardino, uno de los escenarios más importantes, sin embargo, los participantes se encontrarán con que su talento no es suficiente para quedar, sino también tendrán que exponer su vida personal llevando a impulsar una guerra de egos y decepciones.  

## Elenco

### Principal
- Jimena "Crash" Gioffre como Jimmy Nulberoni
- Majo Chicar como Antonella «Nella» Di Matea
- Alexis Pey como Thiago Tegui
- Mili Viado como Roma Quintana
- Luciano Yael como Alexis «Alex» Narváez
- Lady Ant como Billie
- Sebastián Blanco Leis como Ramiro
- Luisa Drozdek como Macarena
- Paula Brasca como Julia
- Mercedes Lambre como Gretta Jarox
- Mili Gesualdo como Milagros «Milli» Yrigoyen
- Juanba Herrera como Martín McLaren
- Melu Pando como Juana Narváez
- Juan Franco "Bony" Lentini como Antonio «Tony» Molinari
- Nicolás Domini como Nicolás

### Secundario
- Juan Manuel Barrera como Juan
- Lucas Belbruno como Donato «Dona» Di Matea
- Greta Cozzolino como Reina
- Juliana Kawka como Vicky
- Giuliana Galluzzi como Camila

### Participaciones
- Gastón Ricaud como Jefe de Alex
- Sofía Santos como Leticia
- Beatriz Florio como Rita
- Mario Campodonico como Raúl Tegui
- Adriana Fachinello como Carmen
- Alfredo Mellino como Roberto McLaren
- Coni Vera como Mabel
- Pablo Sórensen como Aram
- Ezequiel Wasserman como Fabián Quintana
- Martín Bielak como Chicho
- Néstor Hidalgo como Directivo del canal
- The FAM como ellos mismos

## Temporadas
| Temporada | Temporada | Episodios | Episodios | Lanzamiento original    | Lanzamiento original    |
| --------- | --------- | --------- | --------- | ----------------------- | ----------------------- |
|           | 1         | 8         | 8         | 25 de noviembre de 2021 | 25 de noviembre de 2021 |
|           | 2         | 8         | 8         | 27 de enero de 2022     | 27 de enero de 2022     |

### Primera temporada: 2021
| N.º en serie | N.º en temp. | Título             | Dirigido por    | Escrito por       | Fecha de lanzamiento original |
| ------------ | ------------ | ------------------ | --------------- | ----------------- | ----------------------------- |
| 1            | 1            | «Jimmy vs Gretta»  | Nicolás Mellino | Sebastián Mellino | 25 de noviembre de 2021       |
| 2            | 2            | «Nella vs Milli»   | Nicolás Mellino | Sebastián Mellino | 25 de noviembre de 2021       |
| 3            | 3            | «Thiago vs Martín» | Nicolás Mellino | Sebastián Mellino | 25 de noviembre de 2021       |
| 4            | 4            | «Roma vs Juana»    | Nicolás Mellino | Sebastián Mellino | 25 de noviembre de 2021       |
| 5            | 5            | «Alex vs Tony»     | Nicolás Mellino | Sebastián Mellino | 25 de noviembre de 2021       |
| 6            | 6            | «Billy vs Nico»    | Nicolás Mellino | Sebastián Mellino | 25 de noviembre de 2021       |
| 7            | 7            | «Finalistas»       | Nicolás Mellino | Sebastián Mellino | 25 de noviembre de 2021       |
| 8            | 8            | «WTF!»             | Nicolás Mellino | Sebastián Mellino | 25 de noviembre de 2021       |

### Segunda temporada: 2022
| N.º en serie | N.º en temp. | Título                       | Dirigido por    | Escrito por       | Fecha de lanzamiento original |
| ------------ | ------------ | ---------------------------- | --------------- | ----------------- | ----------------------------- |
| 9            | 1            | «Hace tanto te conozco»      | Nicolás Mellino | Sebastián Mellino | 27 de enero de 2022           |
| 10           | 2            | «Amor prohibido»             | Nicolás Mellino | Sebastián Mellino | 27 de enero de 2022           |
| 11           | 3            | «Oír tu voz»                 | Nicolás Mellino | Sebastián Mellino | 27 de enero de 2022           |
| 12           | 4            | «La fórmula»                 | Nicolás Mellino | Sebastián Mellino | 27 de enero de 2022           |
| 13           | 5            | «Lo que no ves»              | Nicolás Mellino | Sebastián Mellino | 27 de enero de 2022           |
| 14           | 6            | «Beat it»                    | Nicolás Mellino | Sebastián Mellino | 27 de enero de 2022           |
| 15           | 7            | «Lluvia adorada»             | Nicolás Mellino | Sebastián Mellino | 27 de enero de 2022           |
| 16           | 8            | «Con la música a otra parte» | Nicolás Mellino | Sebastián Mellino | 27 de enero de 2022           |

## Música
Los dos álbumes de estudios oficiales de la serie fueron publicados por OnceLoops. La banda sonora de la primera temporada se lanzó el 18 de noviembre de 2021 mediante Warner Music. La banda sonora de la segunda temporada fue lanzada el 4 de febrero de 2022 a través del mismo sello discográfico.
| WTF! Con la Música a Otra Parte Temporada 1 (Soundtrack Original de la serie de Flow) |                                  |                                                                                      |                |          |  |
| N.º                                                                                   | Título                           | Escritor(es)                                                                         | Intérprete(s)  | Duración |  |
| 1.                                                                                    | «Llegó su hora»                  | Ariela Lafuente Jimena Gioffre Antonela Marcello Santiago Palenque Sebastián Mellino | Lady Ant       | 2:02     |  |
| 2.                                                                                    | «Cobarde»                        | Alejandro Vergara Gioffre Pablo Correa Mellino                                       | Crash          | 3:21     |  |
| 3.                                                                                    | «Casualidad»                     | Marcello Lafuente Gioffre Palenque Mellino                                           | Luciano Yael   | 2:37     |  |
| 4.                                                                                    | «Oír tu voz»                     | Marcello Lafuente Gioffre Mellino                                                    | Majo Chicar    | 2:16     |  |
| 5.                                                                                    | «Si algún día te acuerdas de mí» | José Germán Curto Mellino                                                            | Lucas Belbruno | 3:16     |  |
| 6.                                                                                    | «Plin plin»                      | Nicolás Domini Nicolás López Mellino                                                 | Nico Domini    | 2:53     |  |
| 7.                                                                                    | «Pacto»                          | Marcello Lafuente Gioffre Mellino                                                    | Melu Pando     | 2:15     |  |
| 8.                                                                                    | «Mala fama»                      | Marcello Lafuente Gioffre Juan Franco Lentini Palenque Mellino                       | Bony Bonito    | 2:57     |  |
| 9.                                                                                    | «No quiero nada»                 | Alex Roitman Lafuente Gioffre Marcello Mellino                                       | Lady Ant       | 2:49     |  |
| 10.                                                                                   | «Tú solo tú»                     | Vergara Mellino                                                                      | Juanba Herrera | 2:03     |  |
| 11.                                                                                   | «Hora de vuelo»                  | Marcello Lafuente Gioffre Mellino                                                    | Mili Gesualdo  | 1:59     |  |
| 12.                                                                                   | «Por qué te vas»                 | Mellino                                                                              | Camilú         | 2:33     |  |
| 13.                                                                                   | «Cuál es el precio»              | Marcello Lafuente Gioffre Mellino                                                    | Alexis Pey     | 2:55     |  |
| 14.                                                                                   | «Aprendiendo a amar»             | Marcello Lafuente Gioffre Mellino                                                    | Mili Viado     | 2:34     |  |
| 36:30                                                                                 |                                  |                                                                                      |                |          |  |

| WTF! Con la Música a Otra Parte Temporada 2 (Soundtrack Original de la serie de Flow) |                            |                                                        |                                 |          |  |
| N.º                                                                                   | Título                     | Escritor(es)                                           | Intérprete(s)                   | Duración |  |
| 1.                                                                                    | «Beat It»                  | Marcello Lafuente Gioffre Mellino                      | Crash                           | 2:21     |  |
| 2.                                                                                    | «Lo que no ves»            | Marcello Lafuente Gioffre Lentini Mellino              | Lady Ant Bony Bonito            | 2:24     |  |
| 3.                                                                                    | «Desayuno haters»          | Lafuente Gioffre Mellino                               | Agos Nisi                       | 2:40     |  |
| 4.                                                                                    | «Amor prohibido»           | Marcello Lafuente Gioffre Mellino                      | Luciano Yael                    | 3:08     |  |
| 5.                                                                                    | «La fórmula»               | Lafuente Federico Andrés Giannoni Domini López Mellino | Nico Domini                     | 2:05     |  |
| 6.                                                                                    | «Lluvia dorada»            | Vergara Mellino                                        | Selene Pace                     | 3:16     |  |
| 7.                                                                                    | «Oír tu voz (Dúo versión)» | Marcello Lafuente Gioffre Mellino                      | Majo Chicar Lucas Belbruno      | 2:43     |  |
| 8.                                                                                    | «Tengo»                    | Lafuente Giannoni Domini López Mellino                 | Nico Domini                     | 2:36     |  |
| 9.                                                                                    | «Crazy»                    | Marcello Lafuente Gioffre Samantha Camara Mellino      | Crash                           | 3:31     |  |
| 10.                                                                                   | «Lugar especial»           | Marcello Lafuente Gioffre Mellino                      | Mercedes Lambre                 | 2:26     |  |
| 11.                                                                                   | «Otoño»                    | Gustavo José Manuel Torres                             | Og Karma                        | 2:56     |  |
| 12.                                                                                   | «Hace tanto te conozco»    | Mellino                                                | Alexis Pey                      | 2:30     |  |
| 13.                                                                                   | «Suspirar»                 | Marcello Lafuente Gioffre Mellino                      | Selene Pace Benjamín Depasquali | 2:50     |  |
| 14.                                                                                   | «Ay que bldo que soy»      | Lafuente Domini López Mellino                          | Nicolou                         | 3:11     |  |
| 38:37                                                                                 |                            |                                                        |                                 |          |  |

## Premios y nominaciones
| Lista de premios y nominaciones | Lista de premios y nominaciones | Lista de premios y nominaciones | Lista de premios y nominaciones | Lista de premios y nominaciones | Lista de premios y nominaciones |
| Año                             | Organización                    | Categoría                       | Nominado/a(s)                   | Resultado                       | Ref(s)                          |
| ------------------------------- | ------------------------------- | ------------------------------- | ------------------------------- | ------------------------------- | ------------------------------- |
| 2022                            | Premios Produ                   | Mejor serie infantil juvenil    | WTF! Con la música a otra parte | Nominado                        | [ 8 ]                           |
| 2022                            | Premios Produ                   | Mejor tema musical de serie     | «Cobarde»                       | Nominado                        | [ 8 ]                           |
| 2022                            | Premios Produ                   | Mejor compositor musical        | Sebastián Mellino               | Nominado                        | [ 8 ]                           |